# Țifești
Țifești est une commune roumaine située dans le județ de Vrancea.